# متریبولون
متریبولون (به انگلیسی: Metribolone) با فرمول شیمیایی C۱۹H۲۴O۲ یک ترکیب شیمیایی با شناسه پاب‌کم ۲۶۱۰۰۰ است. که جرم مولی آن ۲۸۴٫۳۹۲۶۶ g/mol می‌باشد. 